# Ophiogastrella nigriventris
Ophiogastrella nigriventris là một loài tò vò trong họ Ichneumonidae.